# Бардов, Николай Васильевич
Николай Васильевич Бардо́в (7 марта 1930, село Маргуша Дальнеконстантиновского района Нижегородского края — 14 января 2017, Миасс Челябинской области) — советский инженер, организатор производства, общественный деятель. Главный инженер Конструкторского бюро машиностроения (1973—1990). Участник создания стратегических ракетных комплексов подводных лодок ВМФ СССР. Награждён Орденом Ленина (1969), Орденом Октябрьской Революции (1975), Орденом Знак Почёта (1961). Заслуженный машиностроитель РСФСР (1986). Почётный гражданин города Миасса (1993).

## Биография
Николай Васильевич Бардов родился в селе Маргуша Дальнеконстантиновского района Нижегородского края 7 марта 1930 года.
В 1949 году окончил Горьковский авиационный техникум.
С 1949 года — работа в СКБ № 385 (Златоуст): мастер участка изготовления хвостового отсека ракеты Р-1, инженер-технолог, начальник цеха общей сборки ракет (1956), начальник производства, главный диспетчер завода.
С 1963 года — секретарь парткома КПСС завода. С 1964 по 1966 год — член бюро Златоустовского горкома КПСС.
Организатор и непосредственный участник серийного освоения производства ракет Р-11, Р-11М, опытного и серийного производства Р-11ФМ, Р-13, Р-21, Р-27.
В 1966 году академиком В. П. Макеевым был приглашён в город Миасс, в Конструкторское бюро машиностроения на должность заместителя директора завода («объекта № 3», с 1988 года — ММЗ).
В 1972 году окончил курсы высшего управленческого персонала при Московском авиационном институте.
С 1973 по 1990 год — первый заместитель начальника предприятия, главный инженер Конструкторского бюро машиностроения.
С 1967 по 1991 год — депутат и член исполкома Миасского городского Совета депутатов.
Бардов Н. В. — организатор крупномасштабного строительства уникальных производственных корпусов КБМ, социально-бытовых и жилых объектов северного района города Миасса (Машгородка).
С 1992 — работа на ММЗ: заместитель начальника отдела, главный консультант. С 2002 года — на пенсии.
Скончался 14 января 2017 года в городе Миасс Челябинской области.

## Основные награды, премии, почётные звания
- Орден Ленина (1969)
- Орден Октябрьской Революции (1975)
- Орден Знак Почёта (1961)
- Премия Совета Министров СССР (1980)
- Заслуженный машиностроитель РСФСР (1986)
- Премия имени В. П. Макеева
- Заслуженный работник предприятия (Государственного ракетного центра)
- Почётный гражданин города Миасса (1993)

## Память
В марте 2019 года на стене дома, где с 1966 по 1990 год жил Н. В. Бардов (адрес: Челябинская область, город Миасс, проспект Макеева, д. 13), в его память установлена мемориальная доска.